# Споменик устанку народа Хрватске
|  | Овај чланак је део чланка о Споменицима посвећеним Народноослободилачкој борби 1941—1945. |

Споменик устанку народа Хрватске (у Хрватској данас познат и под именом Споменик устанку народа Лике) је споменик који се налази изнад места Срб у Лици, рад вајара Вање Радауша. Свечано је отворен 1951. године. Био је уништен 1995, а обновљен 2011. године. Висок је 15.5 метара.

## Историја
Након проглашења Независне Државе Хрватске 1941. године, усташе су започеле терор и прогоне српског становништва. Све учесталији усташки маскари по Лици узроковали су, 27. јула, почетак масовног оружаног устанка становништва Лике и Босанске крајине под вођством Комунистичке партије Југославије. Устанак је започео нападом на оружничку станицу усташа у Србу и пресецањем комуникација.
После рата, на конкурсу за изградњу споменика победио је вајар Вања Радауш. Споменик је саграђен 1950, а свечано отворен 27. јула 1951. године, на десету годишњицу устанка у Србу. Споменик је због утицаја личке климе био обновљен 1960-их година. Бели брачки камен истрошиле су жестоке зиме и ветрови, па је он замењен светлосивим гранитом са Похорја.
Током операције „Олуја“ 1995. године, према сведочењима Србљана, два су тенка, који су остали после операције, стала подно споменика и понављаним испаљивањем топовске танади срушила камени стуб и скулптуре. Скулптуре су с временом покрадене и препродане.
Самостална демократска српска странка је као део коалиционог споразума 2007. године уврстила споменик у Србу на листу пет великих споменичких остварења за која је тражила обнову. Године 2008, Хрватски рестаураторски завод преузео је обнову споменика. Архитектонски пројекат реконструкције направио је архитекта Звонимир Крзнарић, а рестаурисање скулптура обавио је академски вајар Алан Влахов.
Влада Републике Хрватске укупно је издвојила 3 милиона куна за обнову, док је Српско народно вијеће осигурало донацију гранита из Србије. Споменик је обновљен 2010, а свечано отворен 27. јула 2011. године.

## Опис споменика
Темељни део споменика је камени стуб на којем се налази више бронзаних скулптура. На врху се налази скулптура борца који у снажном раскораку држи вијорећу заставу. Испод њега се на избочинама налазе два борца. На једној страни налази се војник у јуришу са пушком у левој руци, а супротно сељак са вилама у рукама. У подножју споменика налази се скулптура мајке заштитнице. Целу базу споменика облаже бронзани рељеф са призорима из Народноослободилачке борбе.
Неки мотиви нису присутни на обновљеном, а постојали су на оригиналном споменику. С источне стране споменика био је уклесан текст: „Под руководством КПЈ у овом је мјесту 27. VII 1941. пукла прва устаничка пушка у Хрватској“, а са западне: „Борцима и жртвама фашизма палим у НОР-у подижу ратни другови и народ Лике“.